# Зейбольд, Эмиль
Эми́ль Зе́йбольд (нем. Emil Seibold; 26 февраля 1907, Базель, Базель-Штадт, Швейцария — 11 сентября 1990, Диано Марина, Лигурия, Италия) — унтер-офицер танковой части СС, награждённый рыцарским железным крестом.

## Биография
Эмиль Зейбольд родился в Швейцарии в городе Базеле 26 февраля 1907 года. Добровольно вступил в ряды НСДАП 1 апреля 1933 года, 10 апреля 1933 года стал членом СС.

### Вторая мировая война

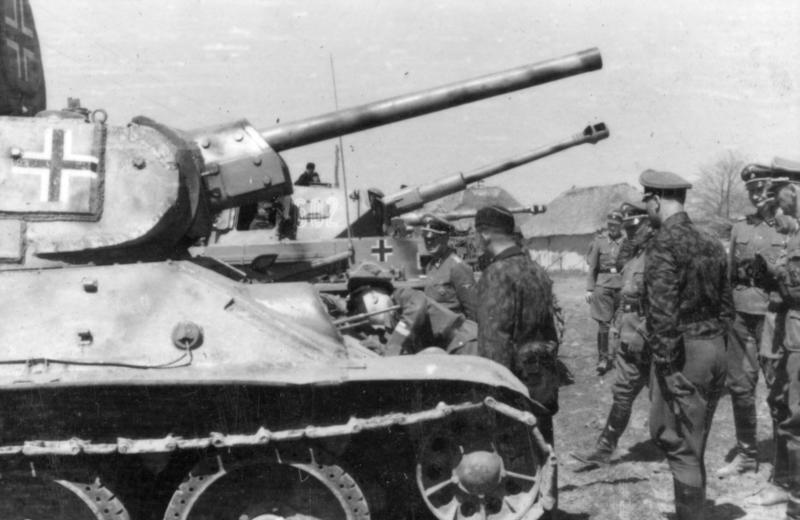
Гиммлер осматривает Т-34 дивизии СС «Рейх» (апрель 1943).

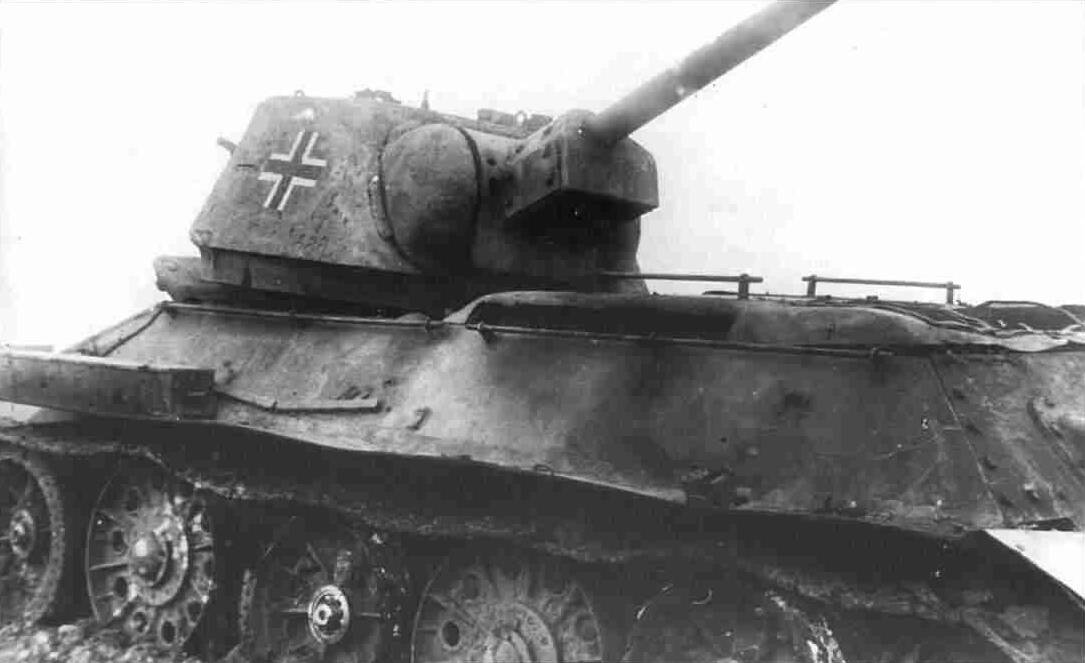
Подбитый Т−34 из состава дивизии СС «Рейх».

Во время Второй мировой войны первоначально служил в дивизии «Мёртвая голова» (апрель — ноябрь 1940 года, французская кампания), в пехотном подразделении. Потом был переведён в дивизию СС «Рейх» в батальон истребителей танков, сперва как мотоциклист, затем как командир орудия.
В марте 1943 года после третьей битвы за Харьков, на паровозостроительном заводе имени Коминтерна, дивизия СС «Рейх» захватила около полусотни небоеспособных танков Т-34, ожидавших ремонта. Немцы отремонтировали 25 Т-34, вооружив ими третий батальон 2-го танкового полка дивизии СС «Рейх». Зейбольд был назначен командиром на один из трофейных русских танков. Эмиль Зейбольд одержал 69 «побед» на Восточном фронте.
Воинским званием Зейбольда было гауптшарфюрер.

### Послевоенные годы
Зейбольд был тяжело ранен в 1944 году, но остался в живых и умер своей смертью в 1990 году.

## Награды
Танковый ас Эмиль Зейбольд был известен наряду с Михаэлем Виттманом. Ему были вручены почти все высшие ордена нацистской Германии, включая Рыцарский Железный крест (6 мая 1945 года) и золотой Немецкий крест. За бои на Восточном фронте Зейбольд получил Железные кресты 1-го и 2-го классов, серебряный знак «За ранение», «Восточную медаль», «Знак ближнего боя» в бронзе и ряд других орденов и знаков.